# ウランバートル
ウランバートル（モンゴル語: Улаанбаатар、ᠤᠯᠠᠭᠠᠨᠪᠠᠭᠠᠲᠤᠷ　転写：Ulaanbaatar、発音 [ʊˌɮaːm‿ˈpaːʰtə̆r] ( 音声ファイル)）は、モンゴル国の首都。
同国中部、トーラ川沿岸の標高約1,300mの場所に位置する。人口は1,477,174人（2018年）で、同国の人口のおよそ半数近くが集まる都市である。名実ともにモンゴルの政治・経済の中心地で、中国からロシア（欧州）に至る国際鉄道の主要な中継地。主産業は鉱物、食肉加工、製粉、製乳。
旧名はウルガ（ᠥᠷᠭᠦᠭᠡ　Өргөө；Örgöö）、またはフレー（ᠬᠦᠷᠢᠶ᠎ᠡ　Хүрээ ; Khüree、漢字:庫倫、くーろん）。

## 歴史
ウランバートルの位置するトーラ川流域は、古くからモンゴル高原を支配する遊牧民の政権が置かれた地域のひとつである。この地域は16世紀に現在のモンゴル国の大多数を占めるモンゴルのハルハ諸部が支配するようになり、17世紀にハルハの人々が尊崇するチベット仏教の活仏、ジェブツンダンパ・ホトクトの支配地になった。
代々のジェブツンダンパ・ホトクトは当初ゲル（帳幕）の寺院に住み、弟子や領民と一緒に季節移動を行う遊牧生活を送っており、ホトクトのゲルが置かれている場所はイフ・フレー（別名 イェケ・クリエン）と呼ばれる移動する町になった。後にはホトクトは移動生活をやめて現在のウランバートルの場所に寺院を設け、定住するようになったので、周辺に弟子の寺院や巡礼者が集まって門前町が形成され、外モンゴル（現在のモンゴル国）でほとんど唯一の都市に発展した。
モンゴル高原を支配する清朝はクリエンを漢字に写してこの町を「庫倫（クーロン）」と呼び、庫倫弁事大臣を置いて外モンゴルのハルハ諸部を統制する出先機関とした。19世紀には庫倫辦事大臣の周囲に漢民族の商人も住み着き、またロシア人も訪れるようになって外モンゴルの政治、経済、交通の中心地となる。

1913年当時の街並み

1911年に清で辛亥革命が起こると外モンゴルのハルハ諸部はジェブツンダンパ8世を皇帝（ボグド・ハーン）に担ぎ上げて独立を宣言し（ボグド・ハーン政権）、その所在地であるフレーが首都となった。ボグド・ハーン政権は、1915年のキャフタ協定によって中華民国の宗主権を認めつつ、広範な自治を認めさせた。しかし、後ろ盾となっていたロシア帝国が革命で崩壊すると、中華民国の圧力が強まり、1919年に自治の撤廃へと追い込まれた。
ロシアの反革命勢力であるウンゲルンの軍が1921年2月にフレーを占領、その影響下でボグド・ハーン政権は復興することになった。一方、同年にモンゴル人民党は臨時政府を樹立し、ソヴィエト赤軍や極東共和国軍とともに、フレーを攻略し、ボグド・ハーン政権を傀儡化させた。このモンゴル人民党政権を、ソヴィエト・ロシアは主権国家とみなし、11月に両国間で友好条約を結んだ。1924年にモンゴル人民共和国が成立した後、都市名はフレーからモンゴル語で「赤い英雄」を意味するウランバートル（モンゴル語の発音は『オラーンバータル』に近いが、日本の地理用語としては『ウランバートル』が定着）に改められ現在に至っている。

## 地理

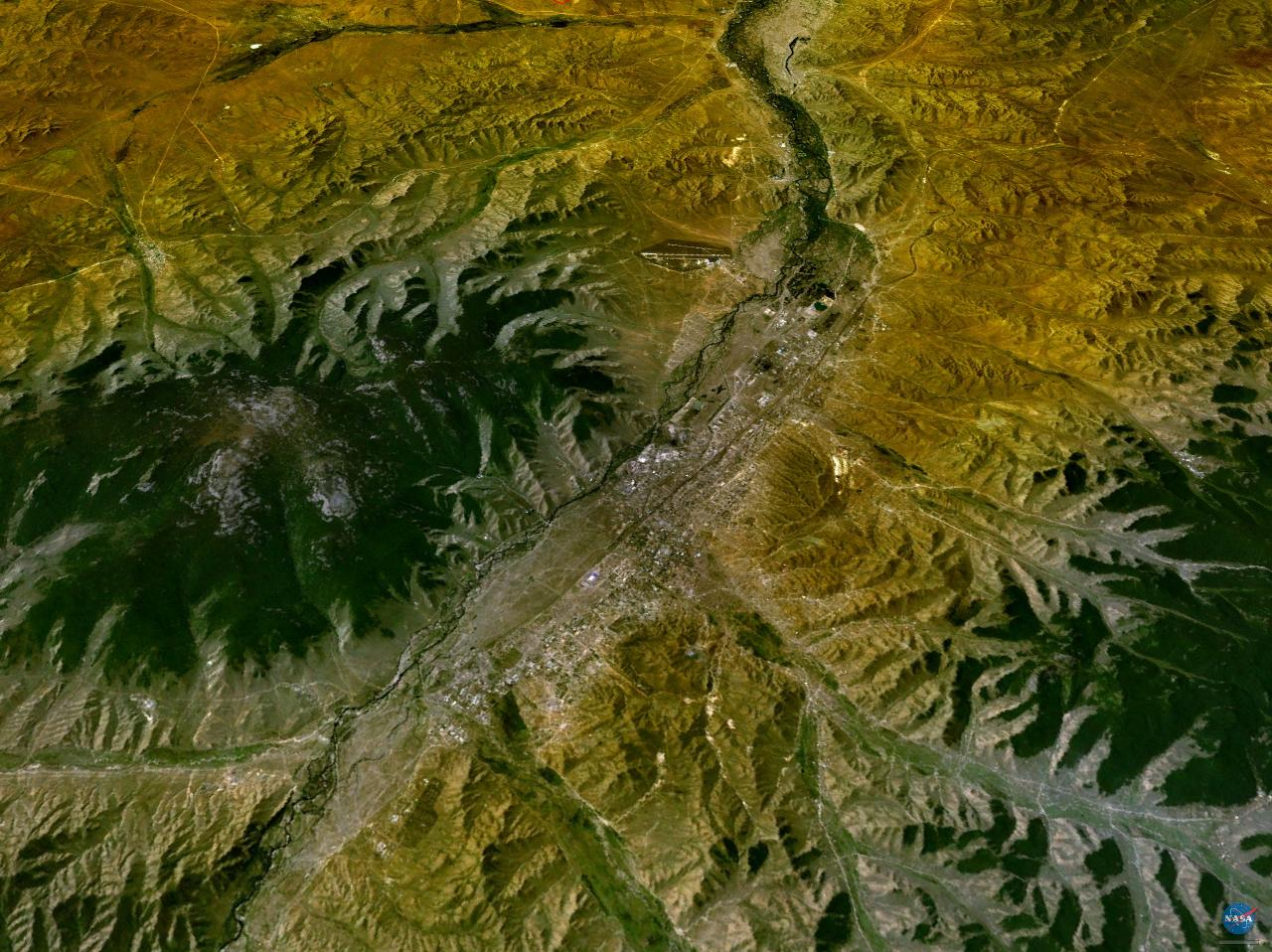
ウランバートルの衛星写真 北東方向から撮影したもの。南北4km、東西20kmにわたり、トーラ川に沿って細長く延びる市街の様子が分かる。写真中央上にはウランバートル空港も見える

人口だけ見ると100万都市ではあるが、土地や道路が広いため、人口密度はさほど高くない。行政的には「首都」として県（アイマク）と同等の地位を与えられている。首都はさらに、ナライハ区・バガノール区・バガハンガイ区という3つの郊外区を含む9つの区に分けられている。郊外区は、行政的には都心と陸続きではあるが、そこへ行くためには何もない草原地帯を通過するため、実質的には飛び地のようなイメージである。

### 気候
気候は典型的な大陸性であり、ケッペンの気候区分でいう乾燥帯のステップ気候である。標高が高いこともあって年平均気温は0.2℃と非常に低く、1月の平均気温は-21.3℃と世界の首都の中では最も低いため世界一寒い首都と言われるが、レイキャヴィーク等と比べると夏の平均気温は高く西欧並みである。このように年較差の大きい気候である。年間降水量はわずか259.1mmでほとんどが夏季に集中する。近年は、冷え込みが緩くなっており、1960年代の冬の最低気温-40℃〜-45℃が、現在では、-35℃〜-40℃前後である。1月平均気温(1981-2010年の平年値)も旧平年値の-22.2℃より0.9℃上がっている。夏はナーダム前後をピークにきわめて暑く、7月の平均気温は19.0℃、場合によっては40度近くまで上がることもある。この時期は異常ともいえる乾燥ともあいまって熱中症、脱水症状、心筋梗塞、腎臓結石等の被害が多発する。特に事情に疎い外国人が発症しやすい。市民は市内を流れる川で泳いだりして短い夏を満喫するが、早い年では8月下旬に早くも初雪を観測し、朝晩は息が白くなる。8月でも、まれに0℃を下回ることがある。ソ連（ロシア人）の風習を真似て、市民は夏でも冬でも1日1回は戸外に出て散歩をする。
最高気温極値は39.0℃、最低気温極値は-43.9℃。
| ウランバートル（1991～2020）の気候                      | ウランバートル（1991～2020）の気候 | ウランバートル（1991～2020）の気候 | ウランバートル（1991～2020）の気候 | ウランバートル（1991～2020）の気候 | ウランバートル（1991～2020）の気候 | ウランバートル（1991～2020）の気候 | ウランバートル（1991～2020）の気候 | ウランバートル（1991～2020）の気候 | ウランバートル（1991～2020）の気候 | ウランバートル（1991～2020）の気候 | ウランバートル（1991～2020）の気候 | ウランバートル（1991～2020）の気候 | ウランバートル（1991～2020）の気候 |
| 月                                                      | 1月                                | 2月                                | 3月                                | 4月                                | 5月                                | 6月                                | 7月                                | 8月                                | 9月                                | 10月                               | 11月                               | 12月                               | 年                                 |
| ------------------------------------------------------- | ---------------------------------- | ---------------------------------- | ---------------------------------- | ---------------------------------- | ---------------------------------- | ---------------------------------- | ---------------------------------- | ---------------------------------- | ---------------------------------- | ---------------------------------- | ---------------------------------- | ---------------------------------- | ---------------------------------- |
| 最高気温記録 °C （°F）                                  | 5.0 (41)                           | 11.3 (52.3)                        | 18.9 (66)                          | 28.7 (83.7)                        | 33.5 (92.3)                        | 38.3 (100.9)                       | 39.0 (102.2)                       | 36.7 (98.1)                        | 31.7 (89.1)                        | 22.5 (72.5)                        | 13.0 (55.4)                        | 6.1 (43)                           | 39 (102.2)                         |
| 平均最高気温 °C （°F）                                  | −15.5 (4.1)                        | −9.4 (15.1)                        | 0.2 (32.4)                         | 10.4 (50.7)                        | 17.8 (64)                          | 23.1 (73.6)                        | 25.2 (77.4)                        | 23.0 (73.4)                        | 17.2 (63)                          | 7.7 (45.9)                         | −4.8 (23.4)                        | −13.7 (7.3)                        | 6.8 (44.2)                         |
| 日平均気温 °C （°F）                                    | −21.3 (−6.3)                       | −16.3 (2.7)                        | −6.7 (19.9)                        | 3.0 (37.4)                         | 10.2 (50.4)                        | 16.5 (61.7)                        | 19.0 (66.2)                        | 16.6 (61.9)                        | 10.0 (50)                          | 0.9 (33.6)                         | −10.6 (12.9)                       | −19.0 (−2.2)                       | 0.2 (32.4)                         |
| 平均最低気温 °C （°F）                                  | −25.6 (−14.1)                      | −21.7 (−7.1)                       | −12.6 (9.3)                        | −3.3 (26.1)                        | 3.5 (38.3)                         | 10.3 (50.5)                        | 13.5 (56.3)                        | 11.1 (52)                          | 4.1 (39.4)                         | −4.5 (23.9)                        | −15.1 (4.8)                        | −22.9 (−9.2)                       | −5.3 (22.5)                        |
| 最低気温記録 °C （°F）                                  | −43.9 (−47)                        | −42.2 (−44)                        | −37.2 (−35)                        | −26.1 (−15)                        | −16.1 (3)                          | −3.9 (25)                          | −0.2 (31.6)                        | −2.8 (27)                          | −13.4 (7.9)                        | −22.0 (−7.6)                       | −35.0 (−31)                        | −42.2 (−44)                        | −43.9 (−47)                        |
| 降水量 mm （inch）                                      | 2.3 (0.091)                        | 2.6 (0.102)                        | 3.9 (0.154)                        | 10.9 (0.429)                       | 20.3 (0.799)                       | 45.2 (1.78)                        | 70.5 (2.776)                       | 62.2 (2.449)                       | 25.9 (1.02)                        | 6.6 (0.26)                         | 6.0 (0.236)                        | 2.7 (0.106)                        | 259.1 (10.202)                     |
| 出典：http://www.pogodaiklimat.ru/climate4.php?id=44292 |                                    |                                    |                                    |                                    |                                    |                                    |                                    |                                    |                                    |                                    |                                    |                                    |                                    |

### 行政区
ウランバートルは現在、9区で構成される。市役所本庁の所在地はスフバートル区。
各区と主要な施設・観光地は以下のとおり。
| 区名                 | 人口    | 観光スポット |
| -------------------- | ------- | --- |
| バガヌール区         | 28,300  | |
| バガハンガイ区       | 3,900   | |
| バヤンゴル区         | 208,900 | ガンダン・テクチェンリン寺、ウランバートル駅、第3と4地区の商店街                                                                   |
| バヤンズルフ区       | 308,700 | ナラントールザハ、ジューコフ博物館、国際知的ミュージアム                                                                           |
| ナライフ区           | 34,600  | チンギスハーン像テーマパーク、テレルジ国立公園                                                                                     |
| ソンギノハイルハン区 | 295,800 | ソンギノハイルハン山 |
| スフバートル区       | 136,400 | スフバートル広場、チョイジンラマ寺院博物館、メルクーリザハ、シャングリラモール、ダンバダルジャー日本人慰霊碑、ダンバダルジャー寺院 |
| ハンオール区         | 138,400 | ボグドハーン宮殿博物館、ザイサン丘、トーラ川、ヒーモルインオヴォ山、イフテンゲリーンアマ、トルフラフアマ、フンヌモール             |
| チンゲルテイ区       | 159,500 | ウランバートル自然史博物館、モンゴル国立博物館、政治粛清祈念博物館、チンゲルテイ山、ザナバザル美術館、                             |

### 街並み
都市計画は、政府・党関係の公共機関（スターリン様式）とソビエト式アパート（フルシチョフカ）、広い道路などが計画的に配置された完全なソ連式である。中心部の道路は上空から見ると、差し込む太陽の光とゲルをデザインしたユニークな構成となっている。ソ連式都市計画の特徴として、いわゆる繁華街が存在しない構造になっている。市場経済移行後は土地の占有権（最近は郊外にかぎり所有権も）が解禁されたこともあり、建物の1階部分を改造しての商業化が行われている。建築は、機能的なソビエト・スタイルとパステルカラーのロシア古典様式が中心だが、中ソ対立以前に建てられた現代中国様式や、ソビエト・スタイルにモンゴル独自の意匠を組み合わせた特異なデザインのものも見られる。首都建設の初期には、スターリンとの密約によってシベリアから移送された日本兵捕虜が使役され、強制労働により建てられた多くの建築は現在でも現役で使用されている。地震がほとんどないため、工法はレンガを積んだりパネルを組み合わせたりするだけで鉄筋が入っていないケースが多い。
かつては自動車もほとんど走っておらず整然とした美しい街並みであったが、市場経済化後は違法建築や看板の乱立、自動車の増加によってその面影はない。最近では、中華人民共和国・内蒙古自治区出身のモンゴル系中国人や朝鮮人が商店や食堂を経営するケースが多く、場所によっては漢字やハングルばかりの街並みも珍しくない。香港系のシャングリラ・ホテルが2015年6月に営業を始めた。なお、ロシアや韓国、日本の企業により、新興ビジネスマン（モンゴル版オリガルヒ）や外国人、海外出稼ぎでの成功者などを対象とした高級マンション（完全警備のコンパウンド式）が建設され、不動産投資ブームが起こっている。日系では、スルガコーポレーション（本社・横浜市）が日本式マンション主体の高級コンパウンド「フォーシーズンズ・ガーデンズ」を建設中である。
同時期の郊外では、富裕層向けの戸建ての個人住宅のほかに、元牧民が住み着きスプロール化した「ゲル地区」が広がっている。当局の許可は得たり得なかったりだが、遊牧用住居のゲルを据えつけ定着、やがて木造建築、最終的には煉瓦作りの建物に建て替えていく。暖房手段は石炭ストーブで、特に断熱効率が低い木造建築で大量の石炭を消費し、それが大気汚染の原因となっている。都市インフラの整備が追いつかず、下水とゴミ処理にまつわる衛生上の問題が発生している。モンゴル政府はゲル地域の土地を購入し、そこでより小さい面積に高層建築を建て、市内の大気汚染を減らそうという計画が始まっている。
- ザイサンの丘からの市内眺望
- スフバートル広場と政府宮殿
- 建国の英雄スフバートル像
- 証券取引所
- チベット仏教のガンダン寺
- ボグドハーン宮殿博物館
- 相撲会館
- サーカス場
- 東洋調の建築物（ホテル）
- 新旧建物のコントラスト
- オペラ劇場
- モンゴルのドラマ劇場
- 国立美術館

## 施設

### 日本関連施設
- 市内を見下ろす高台に、モンゴル国内のシベリア抑留による犠牲者約1,700名に対するダンバダルジャー日本人慰霊碑が建てられている（建立：厚生労働省、管理：モンゴル赤十字社）[4]。

- 日本人墓地
- 日本人墓地
- 日本人墓地
- 慰霊碑文

## 経済

### 生活
かつては電力も水道も供給が不安定で、停電や断水が頻繁に起きていた。しかし、近年現在では、日本からのODAの成果もあり、ライフラインはかなり安定している。水道水は日本政府の支援で塩素処理が行われている。
課題
社会主義政権崩壊後の経済混乱による家庭崩壊は深刻なものがあり、昼間からの酔っ払い、清掃労働、および物乞いに従事するストリートチルドレンも多い。その為、スリやひったくり、ノックアウト強盗等が年を追うごとに増えており、人込みや日没後の外出は危険とされる。
都市の人口は、主に2つのグループに分割される。人口の大半はゲル地区と呼ばれるゲルに住んでいるが、残りは市の中心部にあるマンションに住んでいる。ゲル地区の一部はスラム化している。ゲル地区の住民の多くは、調理や暖房用に石炭ストーブを使用しており、深刻さを増す大気汚染の原因の一つとなっている。ユニセフの調査によれば、2016年、北京やニューデリーを上回る世界一大気汚染の深刻な都市となっている。

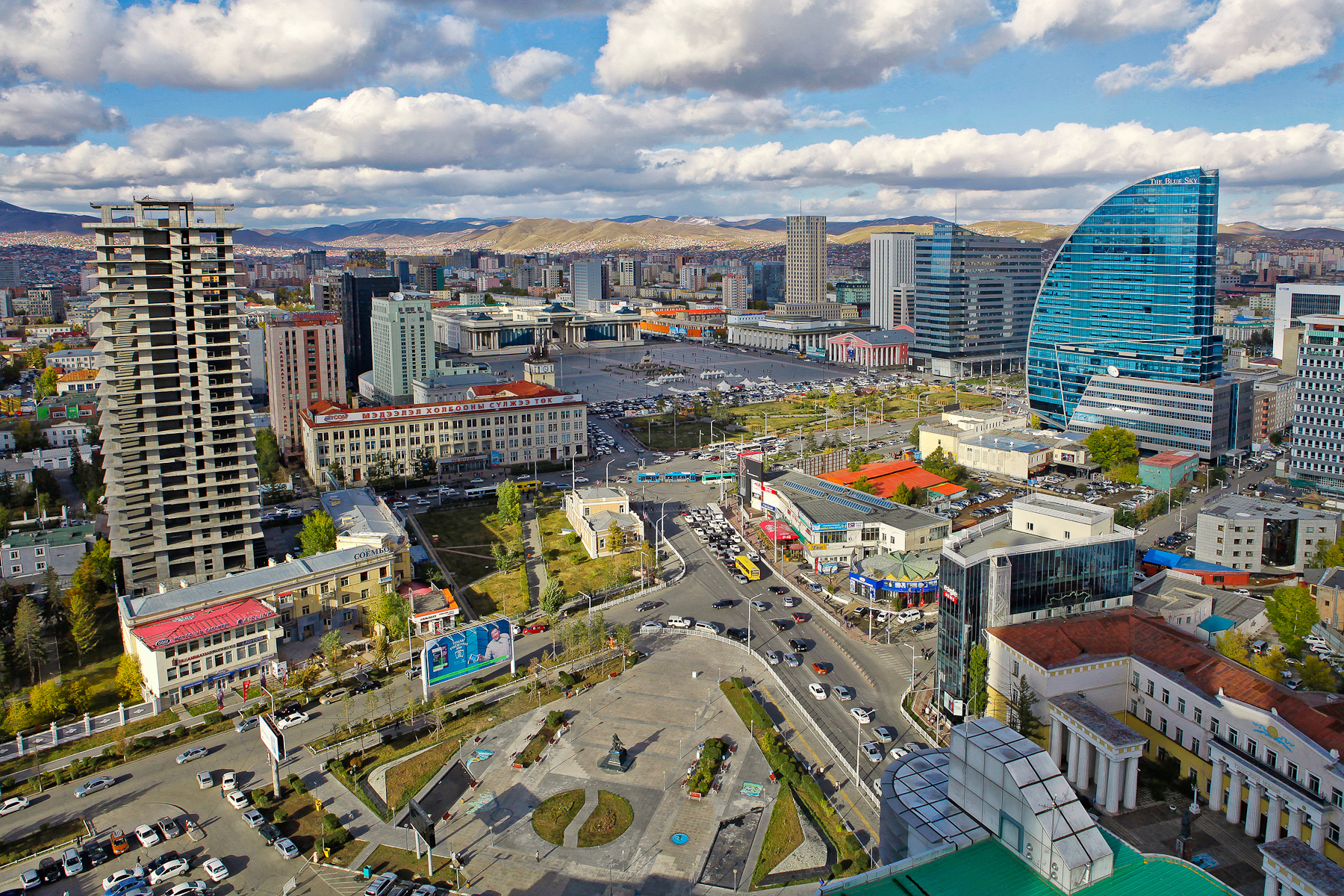
ウランバートルのダウンタウン
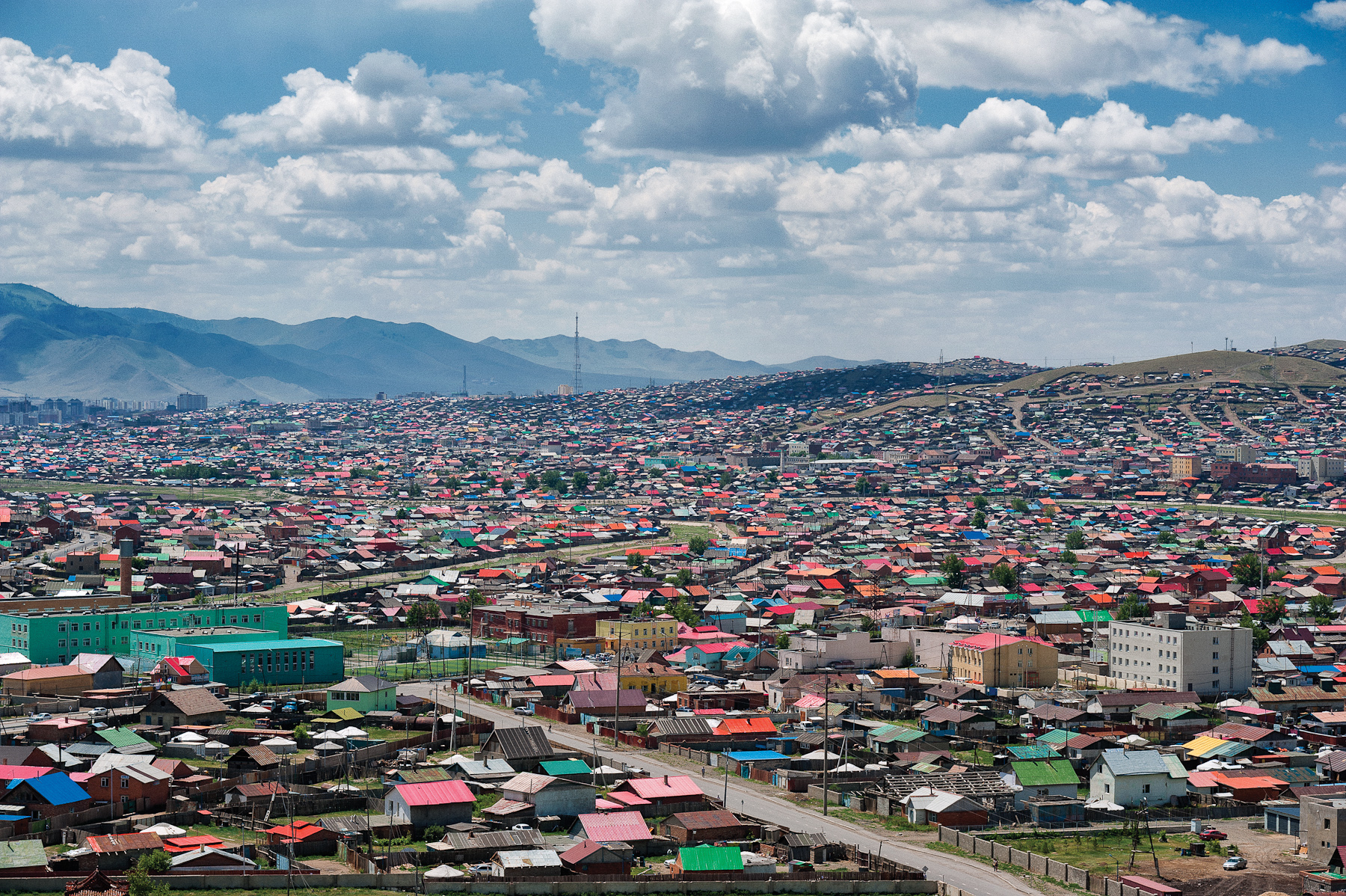
ゲル地区
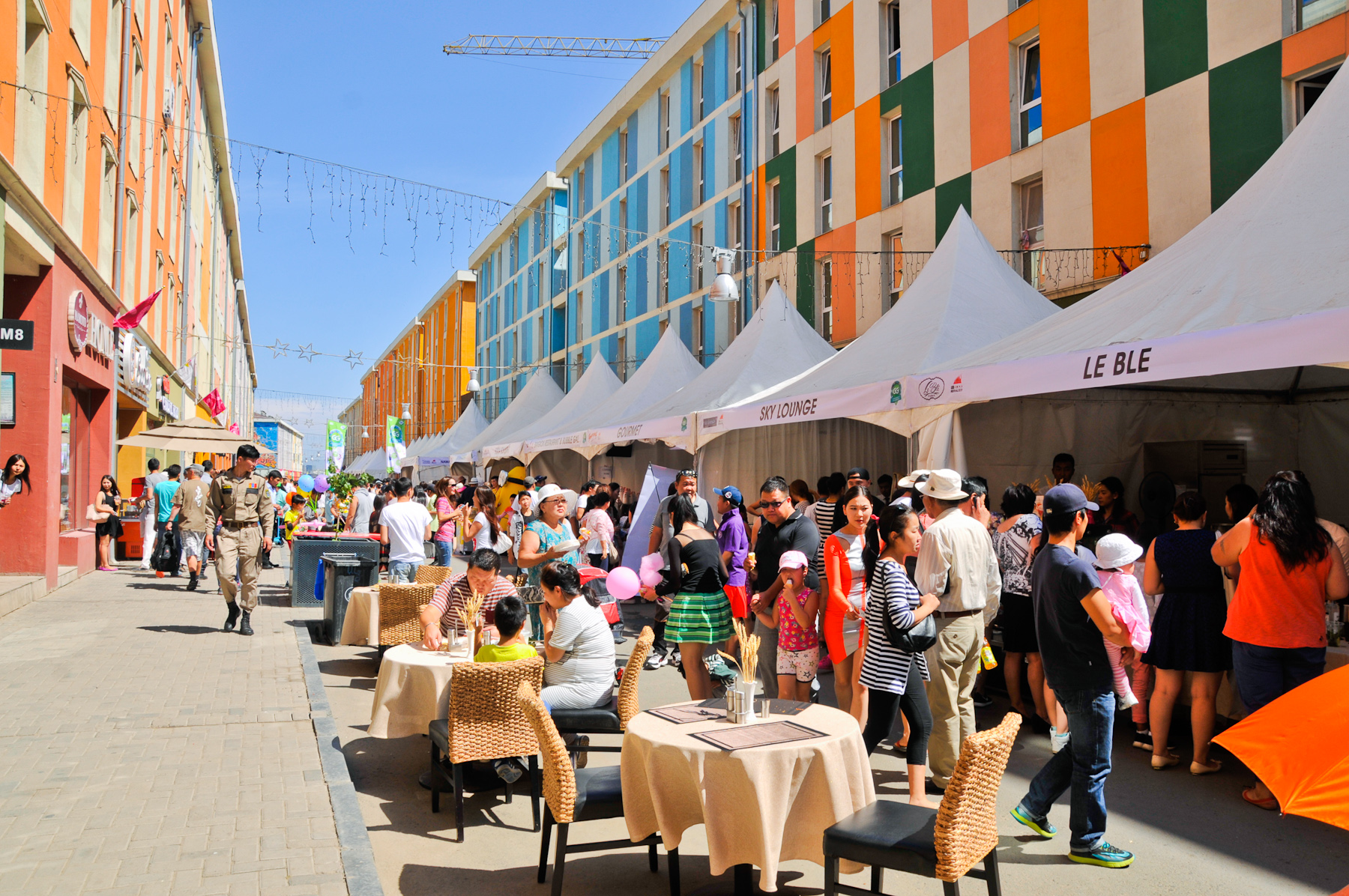
フード・フェスティバル
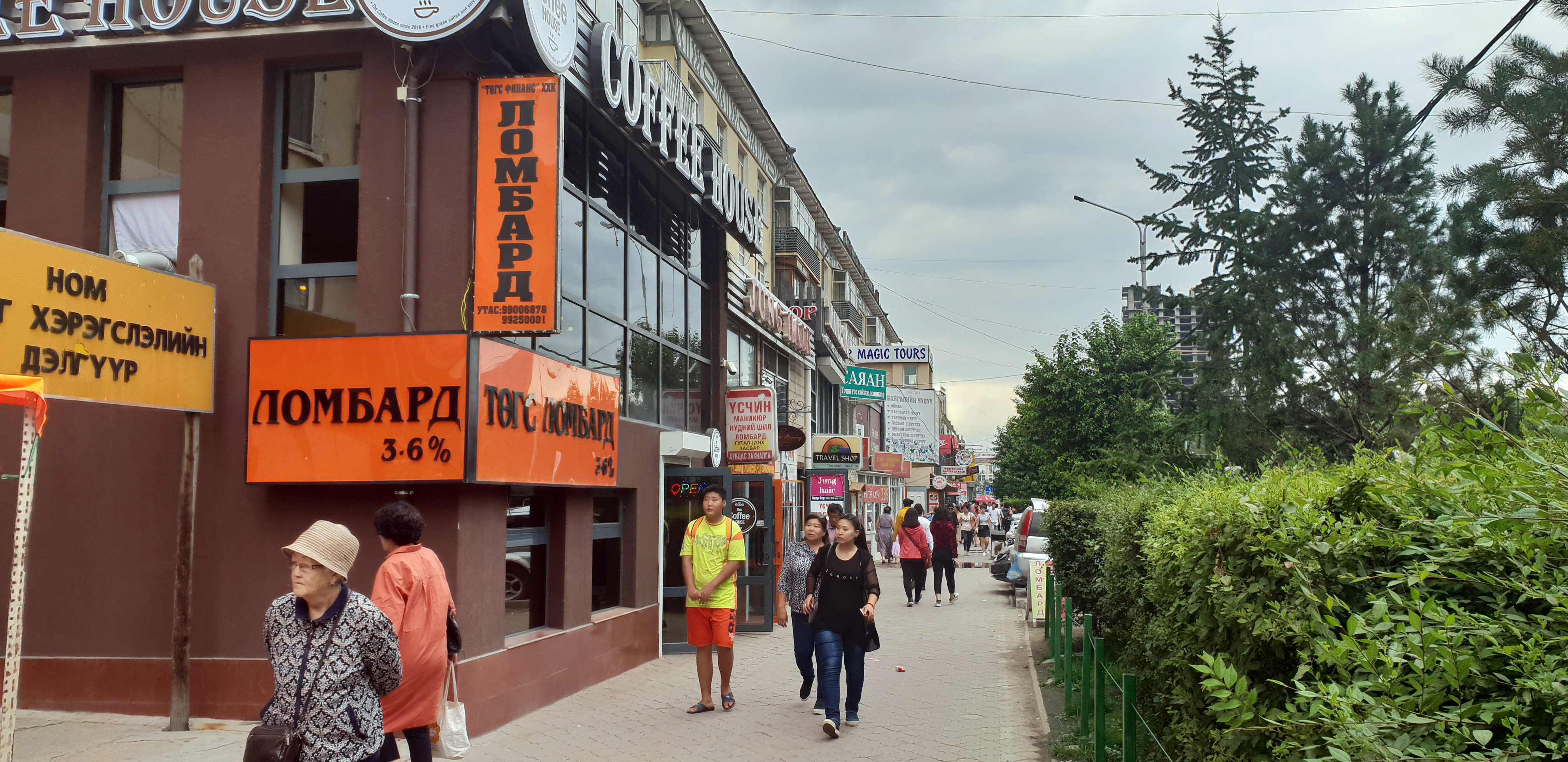
平和通り

## 教育

### 大学
- モンゴル国立大学
- ウランバートル大学
- 人文大学
- モンゴル教育大学
- モンゴル文化教育大学
- モンゴル科学技術大学
- モンゴル工業技術大学
- モンゴル金融経済大学

## 交通

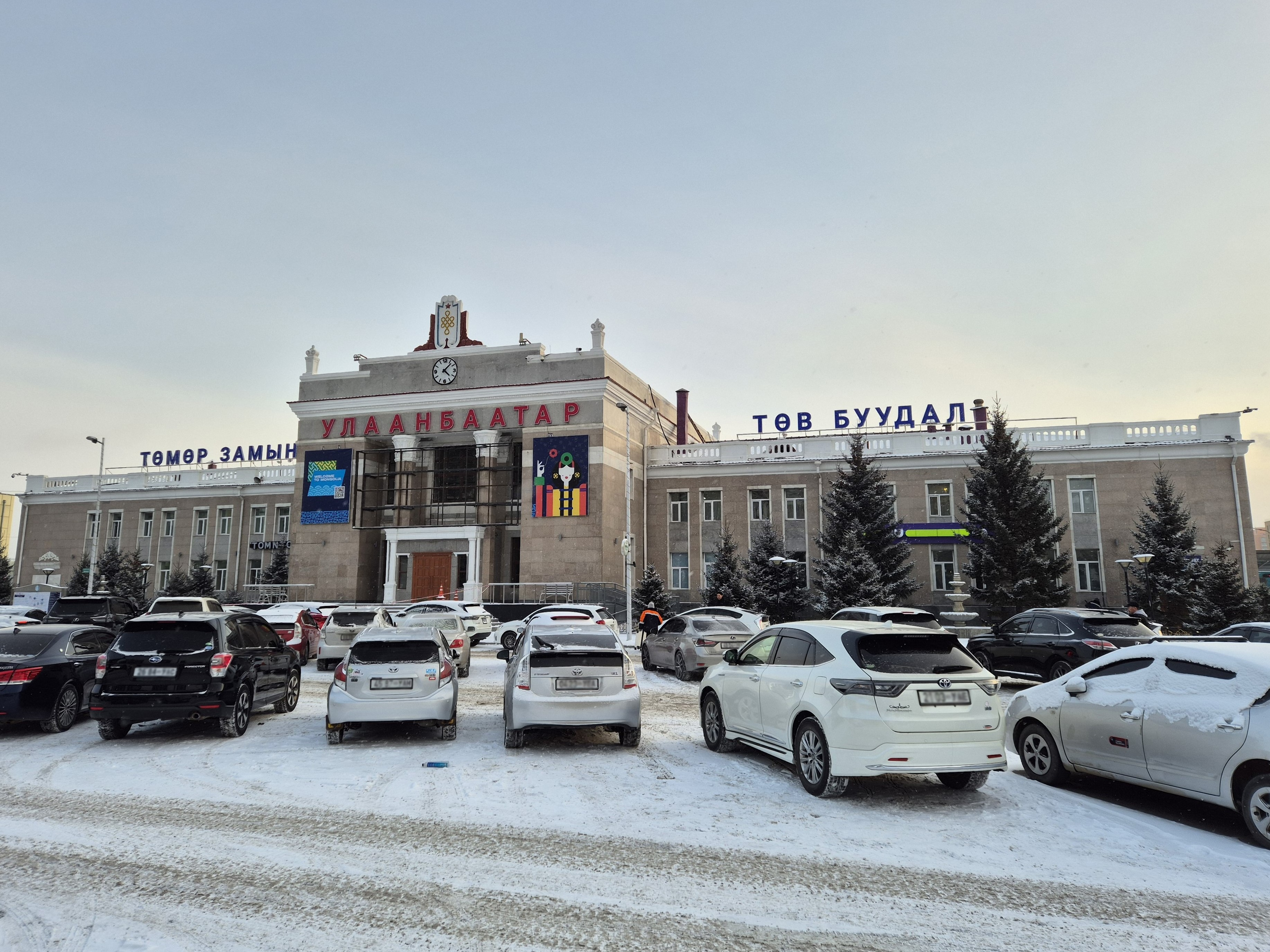
ウランバートル駅舎

### 航空
市内中心部から南西10kmの場所に1957年に開港したボヤント・オハー国際空港（旧チンギスハーン国際空港）があり、北京やモスクワなどへ国際定期便が運航されている。
チンギスハーン国際空港が、2020年の開港を予定していたが、新型コロナウイルス感染症の流行により1年延期の開港となった。2021年7月4日、開港。

### 鉄道
市内にはウランバートル鉄道の中核駅であるウランバートル駅が存在する。
2014年よりウランバートル駅を中心に市内の東西間でレールバスが運行されている。
地下鉄の計画があるが、時間と費用がかかることもあり、ライトレールへの変更も検討されている。

#### 国際列車
ウランバートル駅は、シベリア鉄道から分岐し、中国鉄路の集二線へ接続するモンゴル縦貫鉄道の沿線駅で、ロシアや中国に繋がっているため、学生や旅行者などを中心に、国際列車の利用者も少なくない。
ただし、モンゴル中国間の国境を乗車したまま直接越える場合、バスや乗り合いジープでの越境（10,000から18,000トゥグルグ程度）と比較して運賃（150,000トゥグルグ以上）が10倍前後かそれ以上となり、非常に高くなる。
また、台車入れ替えなどの作業や時間調整などがあったり、国境近くなど、特定の駅での停車時間が非常に長い便もある。
中国-モンゴル-ロシア
- 列車番号003/004 : 中国の首都北京とロシアの首都モスクワをウランバートル経由で結ぶ。
各方面毎週1便。

中国
- 列車番号23/24 : 北京-ウランバートル間
夏季各次毎週2便　
冬季各次毎週1便
- 列車番号33/34 : フフホト-ウランバートル間
各次毎週2便

ロシア
- 列車番号005/006 : モスクワ-ウランバートル間 
各次毎週2便
- 列車番号263/264 : イルクーツク-ウランバートル間
各次毎日1便

### バス
バスに乗るのは学生と老人だけとさえ言われていたが、日本国の政府開発援助で供与されたバス99台の支援を受けたことがある。
2012年からウランバートルの道路のルールを変更して、バスは1番目の列で走ることで運行が早くなった。また、2015年からバスの電子マネーのスマートカードを利用をし始めた。以前問題となっていた飛び出し等歩行者の交通の悪いマナーはだんだんよくなっている。

### タクシー
ウランバートルのタクシーは初乗りは1,000モンゴルトゥグルグで、1kmごとに800-1,000トゥグルグである。しかし、タクシーの運賃は燃料費と為替の変動で変更される。
タクシー業者以外の、いわゆる白タクがある。

### 道路
市民の足は、社会主義時代は路線バスとトロリーバス（国営の電気軌道会社が製造）であったが、市場経済化以降は車内の治安悪化や渋滞の激化により、タクシーや「ミクロ」と呼ばれる9人乗りのワゴン車などが中心となっている。また、多くの世帯は自家用車を所持し、ちょっとした距離でも自動車で移動する習慣があるため、市内の渋滞はきわめて深刻である。

## 著名出身者
| - 朝青龍明徳（元力士。史上初のモンゴル人横綱） - 白鵬翔（元力士。年寄宮城野。退職。2人目のモンゴル人横綱） - 日馬富士公平（元力士。3人目のモンゴル人横綱。場所の呼び出しの際は父の故郷であるゴビ・アルタイと紹介される） - 鶴竜力三郎（元力士。年寄音羽山。4人目のモンゴル人横綱。場所の呼び出しの際は父の故郷であるスフバートルと紹介される） - 照ノ富士春雄（元力士。年寄伊勢ヶ濱。5人目のモンゴル人横綱） - 豊昇龍智勝（力士。6人目のモンゴル人横綱） - 旭鷲山昇（元力士。史上初のモンゴル人力士） - 旭天鵬勝（元力士。年寄大島。史上初のモンゴル出身親方） - 朝赤龍太郎（元力士。年寄高砂） - 時天空慶晃（元力士。年寄間垣。故人。場所の呼び出しの際はトゥブ県と紹介されていた） - 猛虎浪栄（元力士） - 貴ノ岩義司（元力士） | - 龍皇昇（元力士） - 光龍忠晴（元力士） - 白馬毅（元力士） - 保志光信一（元力士） - 玉鷲一朗（力士） - 旭秀鵬滉規（元力士） - 大翔鵬清洋（力士） - 玉正鳳萬平（力士） - 鬼嵐力（元力士） - 魁猛（元力士） - 千昇秀貴（元力士） - ブルー・ウルフ（プロレスラー。朝青龍の実兄） - オユンナ（シンガーソングライター） - ソロンゴ（シンガーソングライター） |

## 対外関係

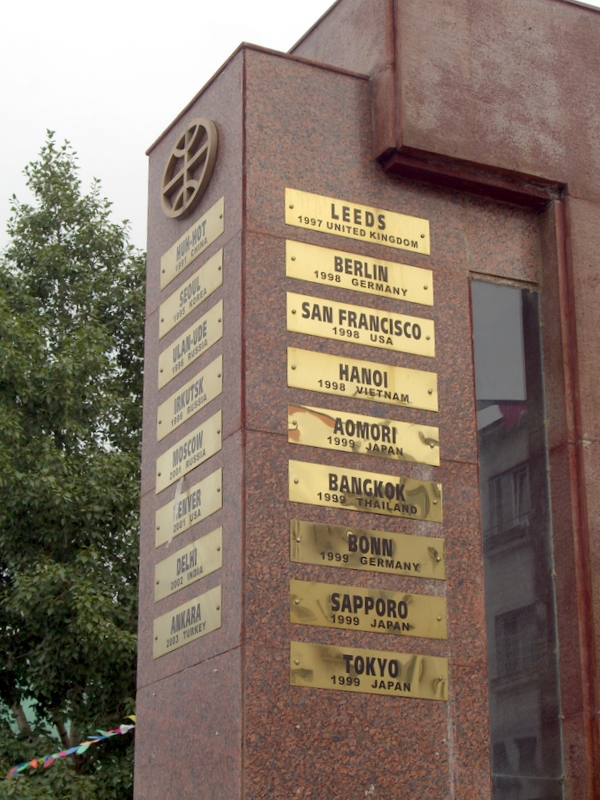
ウランバートルの友情都市

### 姉妹都市
- 日本
  - 東京都
  - 札幌市（北海道）
  - 青森市（青森県）
  - 都城市（宮崎県）
- 中華人民共和国
  - 天津市
  - フフホト市（内モンゴル自治区）
- 中華民国
  - 台北市
- 朝鮮民主主義人民共和国
  - 平壌直轄市
- 大韓民国
  - ソウル
  - 南楊州市（京畿道）
- タイ王国
  - バンコク
- ベトナム
  - ハノイ
- インド
  - デリー
- スリランカ
  - コロンボ（西部州コロンボ県）
- アメリカ合衆国
  - デンバー（コロラド州）
  - シカゴ（イリノイ州）
- イギリス
  - リーズ（イングランド）
- チェコ
  - モスト（ウースチー州）
- ロシア
  - モスクワ
  - サンクトペテルブルク（レニングラード州）
  - イルクーツク（イルクーツク州）
  - クラスノヤルスク（クラスノヤルスク地方）
  - ウラン・ウデ（ブリヤート共和国）
  - エリスタ（カルムイク共和国）
- トルコ
  - アンカラ（アンカラ県）

### その他
- 健康都市連合 - モンゴル国から唯一参加している。